# ソング・トゥー・ア・シーガル
| 専門評論家によるレビュー             | 専門評論家によるレビュー |
| レビュー・スコア                     | レビュー・スコア         |
| 出典                                 | 評価                     |
| ------------------------------------ | ------------------------ |
| AllMusic                             | [ 3 ]                    |
| MusicHound                           | [ 4 ]                    |
| Pitchfork                            | 6.7/10                   |
| Rolling Stone                        | [ 6 ]                    |
| Martin C. Strong                     | 7/10                     |
| Virgin Encyclopedia of Popular Music | [ 7 ]                    |

『ソング・トゥー・ア・シーガル』(en: Song to a Seagull）（『ジョニ・ミッチェル』 Joni Mitchell としても知られる)は、カナダ人シンガー・ソングライター、ジョニ・ミッチェルのデビューアルバム。デヴィッド・クロスビーのプロデュースで、1967年にサンセット・サウンド・レコーダーズで録音され、リプリーズ・レコードから1968年3月にリリースされた。

## 制作
アルバムは1967年後半にカリフォルニア州ハリウッドのサンセット・サウンドで録音された。デヴィッド・クロスビーはリプリーズ・レコードとの契約の一部として制作を担当した。クロスビーはミッチェルに純粋で自然なサウンドを望み、スタジオのグランドピアノの中に向かって歌うように要求し、ピアノの弦によるリバーブがかかったミッチェルの声を収録するために追加のマイクを設置したが、不幸なことにこのセッティングは多くの周辺ノイズを拾ってしまい、オーディオ帯域から高音部を取り除く外に後工程では除去できない過度のテープヒスノイズを生み出したため、アルバムに平板な印象を与えている。
ミッチェルはすでにジュディー・コリンズやデイヴ・ヴァン・ロンクによる「青春の光と影」や「チェルシーの朝」、フェアポート・コンヴェンションによる「イースタン・レイン」、トム・ラッシュによる「アージ・フォー・ゴーイング」や「サークル・ゲーム」などのほかのアーティストによってヒットした楽曲を書いていたが、これらの曲はデビューアルバムには含まれなかった。

## 内容
ミッチェルは「シソトウベル(Sisotowbell)」は「どういうわけか、トラブルにもかかわらず、私たちの愛は永遠に続くでしょう(Somehow, in spite of trouble, ours will be ever lasting love)」の頭字語だと述べている。
アルバムはミッチェルの7年生の時の英語教師で「私に言葉を愛することを教えてくれたミスター・クラッツマン」に捧げられている。

## リリース
このアルバムは、LPアルバムのジャケットの印刷がずれており、タイトルの（飛ぶ鳥の姿で綴られた） Song to a Seagull と書かれた部分が切り落とされてしまったため、当初は Joni Mitchell と言うタイトルでリリースされた。これはリプリーズ・レコードの出版担当者が切り落とされた部分が鳥の姿で綴られたアルバムタイトルだとは認識していなかったためである。
LPのA面には"I Came to the City"（街にやって来た）、B面には"Out of the City and Down to the Seaside"（街を抜け、海辺へ）と記載されている。

## 収録曲
| 全作詞・作曲: ジョニ・ミッチェル。 |                            |                    |                    |      |
| #                                  | タイトル                   | 作詞               | 作曲・編曲         | 時間 |
| 1.                                 | 「I Had a King」           | ジョニ・ミッチェル | ジョニ・ミッチェル | 3:37 |
| 2.                                 | 「Michael from Mountains」 | ジョニ・ミッチェル | ジョニ・ミッチェル | 3:41 |
| 3.                                 | 「Night in the City」      | ジョニ・ミッチェル | ジョニ・ミッチェル | 2:30 |
| 4.                                 | 「Marcie」                 | ジョニ・ミッチェル | ジョニ・ミッチェル | 4:35 |
| 5.                                 | 「Nathan La Franeer」      | ジョニ・ミッチェル | ジョニ・ミッチェル | 3:18 |

| #  | タイトル                  | 作詞 | 作曲・編曲 | 時間 |
| -- | ------------------------- | ---- | ---------- | ---- |
| 1. | 「Sisotowbell Lane」      |      |            | 4:05 |
| 2. | 「The Dawntreader」       |      |            | 5:04 |
| 3. | 「The Pirate of Penance」 |      |            | 2:44 |
| 4. | 「Song to a Seagull」     |      |            | 3:51 |
| 5. | 「Cactus Tree」           |      |            | 4:35 |

## パーソネル
- ジョニ・ミッチェル – ギター、ピアノ、ヴォーカル、アルバム・カバー、バンシー
- スティーヴン・スティルス – "Night in the City" のベース
- リー・キーファー – バンシー

技術
- デヴィッド・クロスビー – プロデューサー
- アート・クリスト – エンジニア
- エド・スラッシャー – 美術監督

## 他のバージョンとカヴァー
- キャス・エリオットはこのアルバムから "Sisotowbell Lane" と "I Had A King" の2曲をカバーしている。エリオットは1968年に「アンディ・ウィリアムスの万華鏡」で "I Had A King" をライヴで歌った。どちらの曲もエリオットの7枚のアルバムには収録されていない。"Sisotowbell Lane" は2005年のコンピレーションCD "The Complete Solo Collection – 1968–71" に収録された。